# 甘肃臭草
甘肃臭草（学名：Melica przewalskyi）为禾本科臭草属下的一个种。

## 扩展阅读
- 維基物種上的相關：甘肃臭草